# 黄羊洼镇
黄羊洼镇是中华人民共和国内蒙古自治区赤峰市敖汉旗下辖的一个镇。
2016年7月20日，内蒙古自治区人民政府批复同意将长胜镇的双井、大宝甸子、牛力皋、大梁、荷也勿丹、三义井、六节地7个村和木头营子乡哈沙吐村划出，设置黄羊洼镇。黄羊洼镇面积575.37平方公里，人口25277人，镇人民政府驻黄羊洼。

## 行政区划
黄羊洼镇下辖以下村级行政区划单位：
羊场社区、黄羊湖社区、沙敖社区、两间房社区、小井子社区、三家社区、黄羊洼社区、牛力皋村、大宝甸子村、双井村、大梁村、六节地村、荷也勿丹村、三义井村和哈沙吐村。